# Haus Wittmann

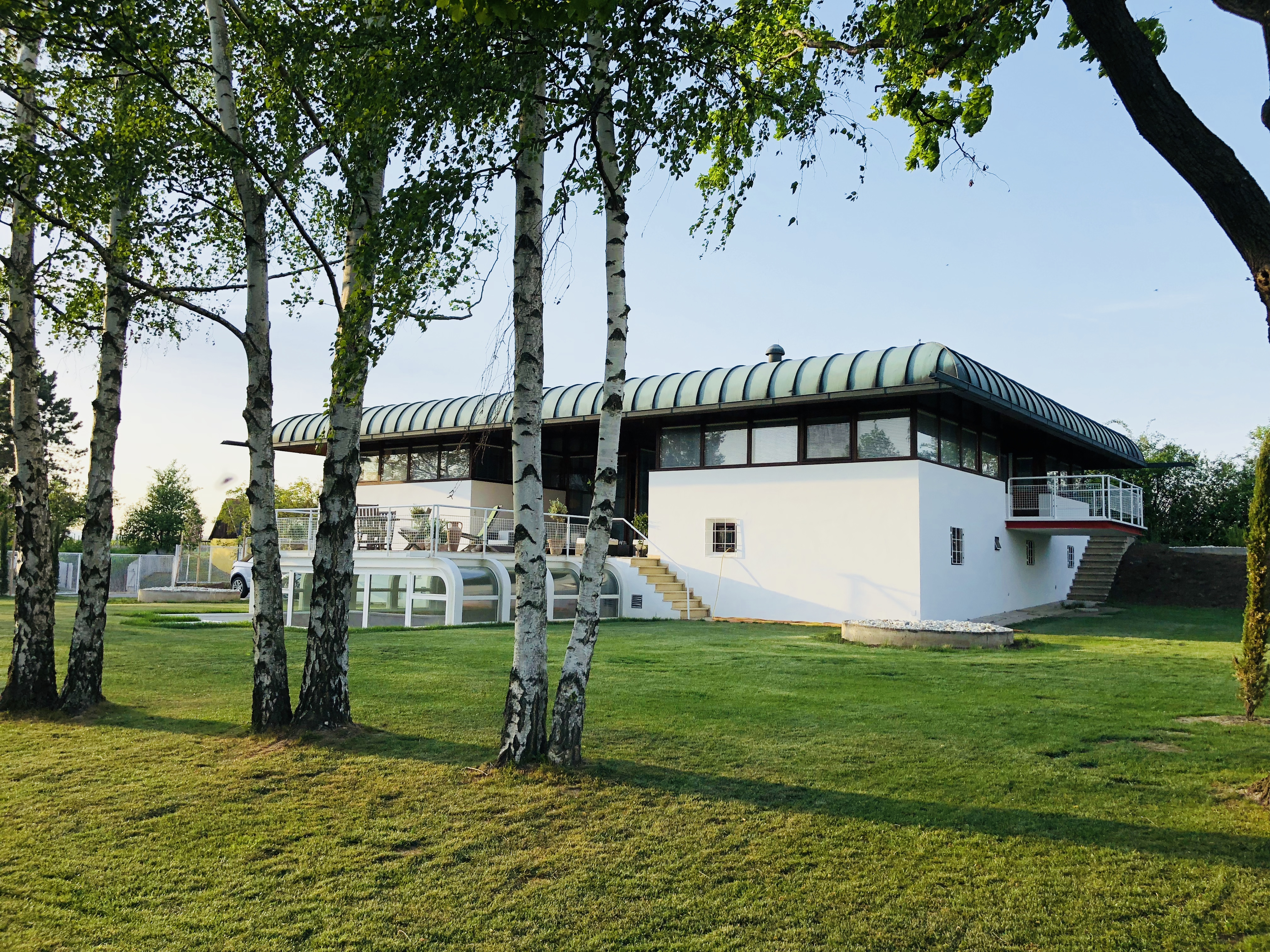
Haus Wittmann Südost-Ansicht

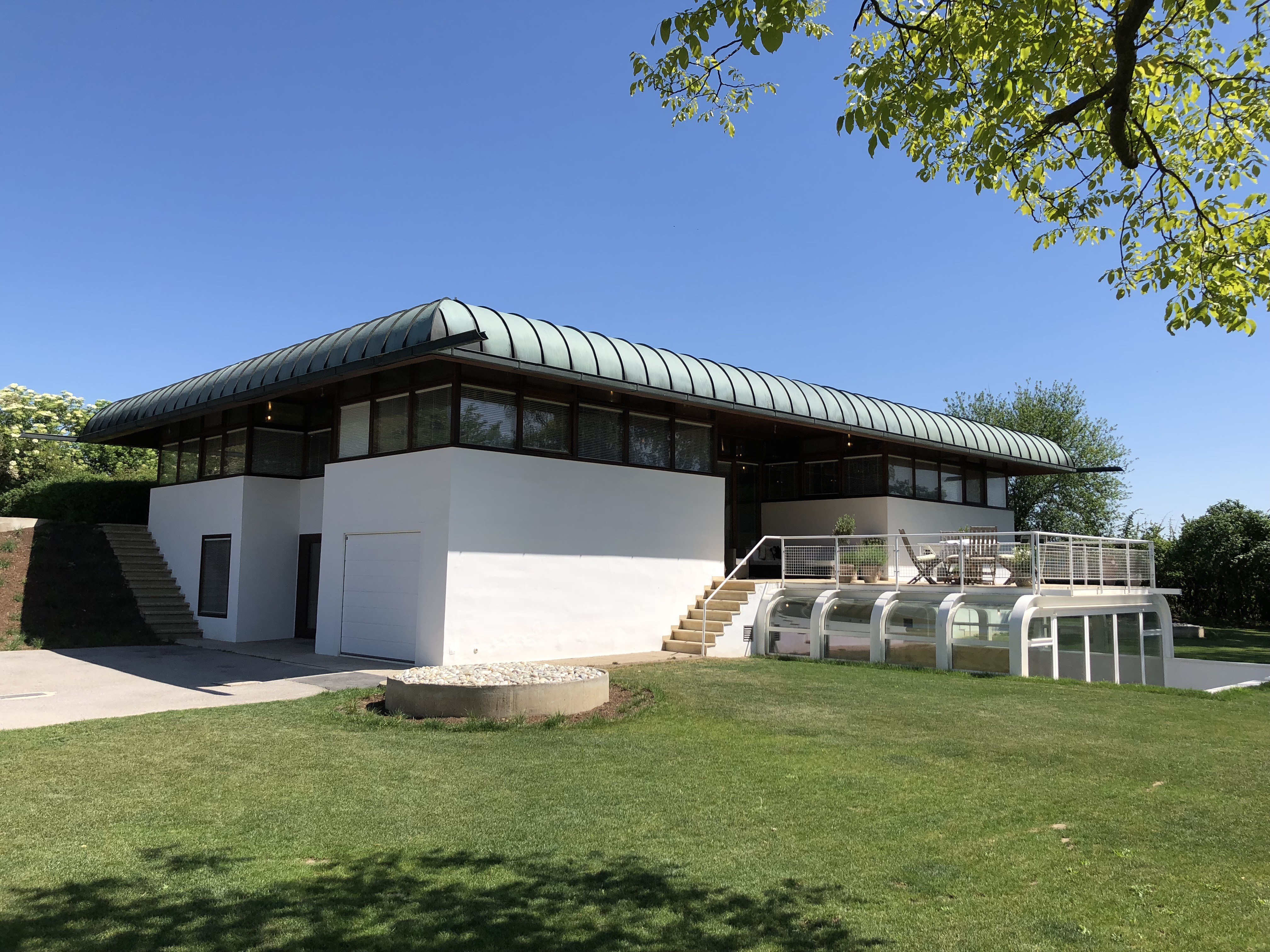
Haus Wittmann Südwest-Ansicht

Das Haus Wittmann ist ein Einfamilienhaus in der Marktgemeinde Grafenegg im Bezirk Krems-Land. Es wurde in den Jahren 1970–1975 vom Architekten Johannes Spalt für die Möbelfabrikanten Wittmann errichtet.

## Geschichte
Das Gebäude wurde im Jahr 1969 von Johannes Spalt im ersten Jahr seines eigenen Ateliers in Wien entworfen und in den Folgejahren errichtet. Die Generalsanierung erfolgte in den Jahren 2016–2017 durch die jetzigen Besitzer.

## Beschreibung
Das Gebäude liegt etwas oberhalb der Etsdorfer Kellergasse.
Das Architekturzentrum Wien schreibt 2003 in einem Beitrag auf nextroom: „In sanftwelliger Hanglage oberhalb des Dorfes trägt ein massiv-gedrungener, weiß leuchtender Unterbau ein rundum verglastes Obergeschoss, beschattet von einem ausladend-schirmenden Dach. Die Mittelzone des Sockels liegt um ein halbes Geschoß tiefer, sodass ein hoher Wohnraum mit breit umlaufender Galerie entsteht, den ein zentrales Oberlicht aufhellt. Abschließbare Räume zum Kochen, Schlafen und Arbeiten besetzen die vier Ecken der Sockelplattform und treten auf jeweils zwei Seiten zur umgebenden Landschaft in Beziehung. Sie stellen sich schützend um den introvertierten Wohnraum, der sich mittig durch eine Glasfront nach vorn öffnet, sodass der Raum in die halb eingezogene, halb vorspringende Terrasse hinausstößt.“

## Haltung

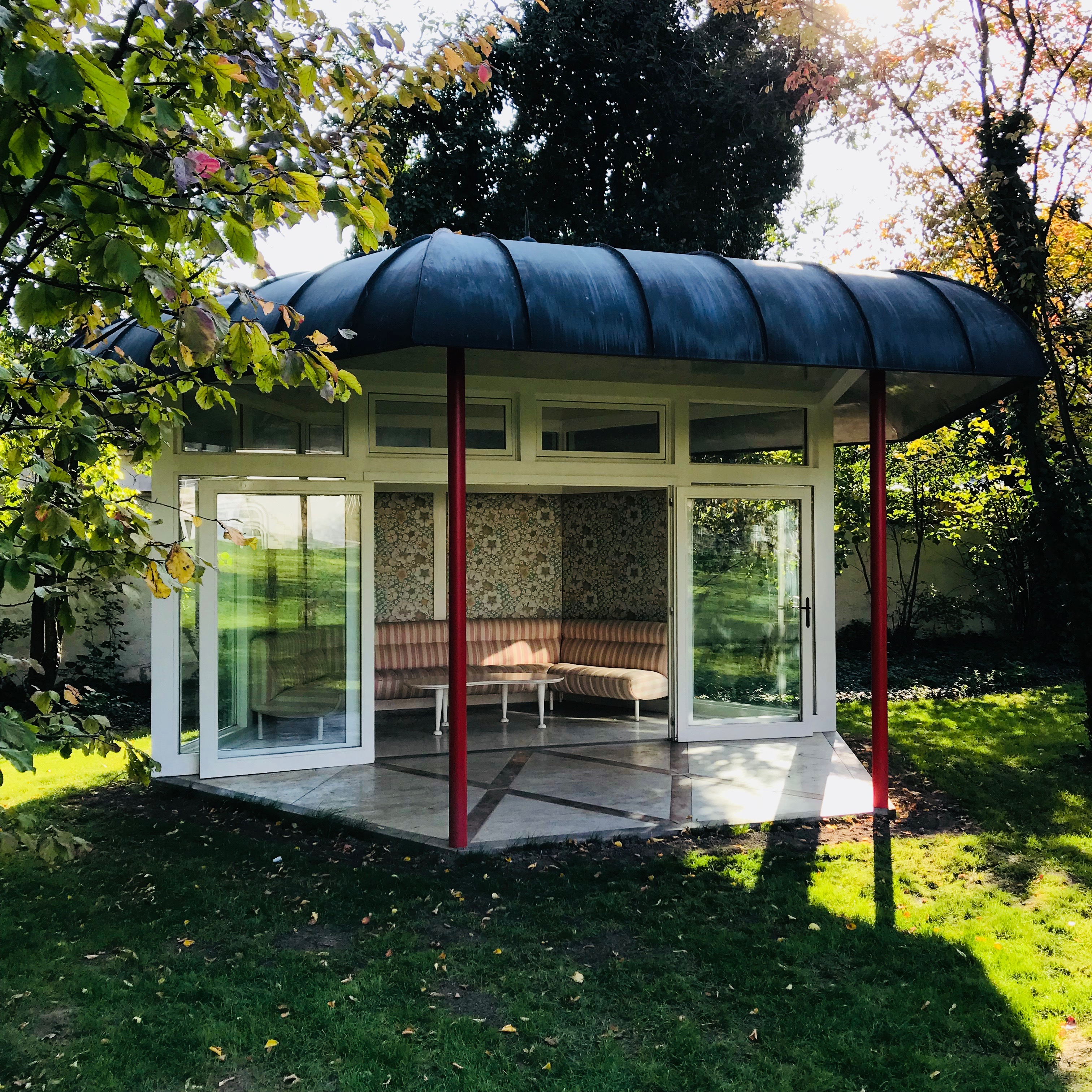
Salettl Wittmann

Haus Wittmann entspricht vom Typus einem Pavillon, einem Salettl, das ebenfalls auf dem Grundstück errichtet wurde – unter Kollegen wurde Johannes Spalt „Salettl-Spalt“ genannt.
„Spalts Archetyp des Bauens ist nicht der Tempel, nicht das Monument, nicht das Schatzhaus oder das Museum, auch nicht das Luxus-Schiff oder irgendeine maschinelle Apparatur. Sein Archetyp ist das Lusthaus - der leichte und fragile, der heitere, primär den Reizen des Gartens zugewandte Pavillon. Unter seinen vielen Sammlungen ist jene über das ‚Salettl‘ wohl die umfangreichste, mit tausenden Fotos, Zeichnungen, Büchern, Plänen, Bauaufnahmen, Modellen.“
Dazu zwei Zitate von Johannes Spalt, die seine Grundhaltung charakterisieren:
„Mich interessiert das Haus dort, wo es zum Lustobjekt wird, wo es nicht belastet ist mit Funktionen und Tätigkeiten, wo man eigentlich losgelöst sein kann vom Alltag. Und ich möchte gerne dieses Gelöstsein in den heutigen Hausbau transportieren.“
„Architektur wird heute meist als etwas Kommerzielles angesehen, das man sich erst ab einem gewissen Einkommen leisten kann. Viele Zeitschriften und Bilderbücher verbreiten jeden Monat, was gerade ‚Spitze‘ ist, was gerade auf großen Messen an Neuem gezeigt wurde — nichts aus einer inneren Überzeugung oder aus gesellschaftlichen oder philosophischen Erkenntnissen. Nicht einmal Moden sind es, die das Bild verändern, leider auch wenig Phantasie. Unsere technischen Möglichkeiten sind unbegrenzt, und trotzdem oder gerade deshalb fehlt ihr Einsatz, um unseren Bauten jene ,Leichtigkeit‘, ,Unbeschwertheit‘ zu geben, die, gepaart mit ,Heiterkeit’, das Bauen unserer Zeit ausdrücken könnte“.

## Stellenwert
Architekturtheoretiker Jan Tabor spricht bei einer Besichtigung im Jahr 2015 von „einem der wichtigsten und interessantesten Einfamilien-Häuser, die in Österreich nach 1945 gebaut wurden.“